# Campeonato Amateur de Guayaquil 1938
El Campeonato Amateur de Guayaquil de 1938, más conocido como Liga de Guayaquil 1938, fue la 17.ª edición de los torneos amateurs del Guayas y fue organizado por la FEDEGUAYAS.
Durante este torneo se coronaría como campeón del torneo al Panamá que lo lograría por primera vez y de manera invicta emulando lo hecho por lo cuadros de Sporting Packard en la edición de 1926, Gral. Córdova en los torneos de 1927 y 1928, Racing Club en 1931 y Athletic de Guayaquil en 1932 y Italia un año antes, para este torneo el cuadro panamito no perdería ningún encuentro ya que haría una campaña perfecta siendo el cuadro más goleador 22 tantos y así mismo el cuadro con la valla menos vencida ya que solo le anotarían 2 goles en contra, el subcampeón de la temporada sería el Patria que obtendría su tercer subcampeonato y el primero de 3 en seguidilla en el caso del descenso bajaría el cuadro de LDE(G) que junto con el subcampeón Patria serían las escuadras con la mayor cantidad de goles en contra con un total de 17 goles en contra mientras el equipo ascendido desde la división intermedia sería el Uruguay.
El Panamá obtendría por primera vez el título en este torneo mientras que el Patria obtendría su tercer subcampeonato.

## Formato del torneo
La Liga de Guayaquil 1938 se jugó con el formato de una sola etapa y fue de la siguiente manera:
Primera Etapa (Etapa Única)
La Primera Etapa se jugó un todos contra todos en encuentros de solo ida dando un total de 5 fechas en la cual se definirá al campeón e subcampeón de la temporada a los dos equipos de mejor puntaje en caso de igualdad de puntos se lo definiría por gol diferencia.

## Sede
| Guayaquil        |
| ---------------- |
| Municipal        |
| Capacidad: 5 000 |
|                  |

## Equipos participantes
Estos fueron los 6 equipos que participaron en la Liga de Guayaquil de 1938.
| Equipos participantes | Equipos participantes | Equipos participantes | Equipos participantes |
| --------------------- | --------------------- | --------------------- | --------------------- |
| Italia                | Norte América         | Patria                |                       |
| LDE(G)                | Panamá                | 9 de Octubre          |                       |

## Única Etapa

### Partidos y resultados
| Fecha 1      | Fecha 1   | Fecha 1          |
| Equipo Local | Resultado | Equipo Visitante |
| ------------ | --------- | ---------------- |
| Italia       | 1-3       | Norteamérica     |
| Panamá       | 2-1       | LDE(G)           |
| Patria       | 1-4       | 9 de Octubre     |

| Fecha 2      | Fecha 2   | Fecha 2          |
| Equipo Local | Resultado | Equipo Visitante |
| ------------ | --------- | ---------------- |
| Panamá       | 6-0       | Patria           |
| Norteamérica | 2-2       | LDE(G)           |
| 9 de Octubre | 2-3       | Italia           |

| Fecha 3      | Fecha 3   | Fecha 3          |
| Equipo Local | Resultado | Equipo Visitante |
| ------------ | --------- | ---------------- |
| Panamá       | 7-1       | Norteamérica     |
| LDE(G)       | 1-4       | 9 de Octubre     |

| Fecha 4      | Fecha 4   | Fecha 4          |
| Equipo Local | Resultado | Equipo Visitante |
| ------------ | --------- | ---------------- |
| Panamá       | 7-0       | 9 de Octubre     |
| Norteamérica | 1-2       | Patria           |
| Italia       | 4-3       | LDE(G)           |